# Droga wojewódzka nr 795
Droga wojewódzka nr 795 (DW795) – droga wojewódzka w województwach: świętokrzyskim i śląskim o długości 16 km, łącząca DW786 w Seceminie z DK78 w Szczekocinach. Droga przebiega przez 2 powiaty: włoszczowski i zawierciański.

## Miejscowości leżące przy trasie DW795
- Secemin
- Szczekociny